# 창녕 대산리 죽림재
창녕 대산리 죽림재(昌寧 垈山里 竹林齋)는 대한민국 경상남도 창녕군 성산면에 있는 일제강점기의 건축물이다. 2011년 6월 2일 경상남도의 문화재자료 제534호로 지정되었다.

## 개요
1914년에 중창된 죽린재는 연대가 비교적 오래되고, 전통건축의 구성요소를 잘 구비하고 있는 재실로, 학술적, 역사적 보존가치가 있다.

## 참고 자료
- 창녕 대산리 죽림재 - 국가유산청 국가유산포털